# 스테파니 포사마이
스테파니 파비엔 포사마이(프랑스어: Stéphanie Fabienne Possamaï, 1980년 7월 30일~)는 프랑스의 전직 유도 선수이다. 2008년 하계 올림픽에서 여자 하프헤비급 동메달을 획득했으며, 세계 선수권 대회에서 동메달 1개를 획득했다.